# Universitat de Pàdua
La Universitat de Pàdua (en italià Università degli Studi di Padova) és una de les més importants universitats d'Itàlia, i de les més antigues del món (la tercera a Itàlia), fundada el 1222. En el 2003 tenia prop de 65.000 estudiants. Es troba a la ciutat de Pàdua.
La Universitat es funda el 1222 quan un grup nombrós d'estudiants i professors abandonen la Universitat de Bolonya en recerca d'una major llibertat acadèmica. Al principi comptaven amb només una facultat de dret, que comprenia dret civil, dret canònic i teologia. El 1399 s'estableix l'escola d'arts i ciències, incloent-hi astronomia, dialèctica, filosofia, gramàtica, medicina i retòrica. Els estudiants es dividien en dues nacions: els italians i els estrangers.
Des del segle xv al xviii, la universitat és coneguda per la seva investigació, sobretot en les matèries de medicina, astronomia, filosofia i lleis, gràcies en part a la llibertat i la independència garantida per la protecció de la República de Venècia, de la qual Pàdua formava part, i contra la influència de l'església catòlica. En aquesta època, la universitat adoptà el lema Universa Universis Patavina Libertas.
Des del 1539 la universitat té com a seu principal el Palau Bo, que anteriorment havia estat propietat d'un carnisser, per això va prendre com a símbol un cap de bou. Pàdua fou la primera universitat a donar un títol acadèmic a una dona, Elena Lucrezia Cornaro Piscopia, que aconseguí la titulació en Filosofia el 25 de juny de 1678.
El jardí botànic de Pàdua, obert al públic el 1545, és el segon al món (després del de Pisa, inaugurat el 1544, tot i que la ubicació d'aquest últim canvià en el temps). La universitat gestiona també nou museus, entre els quals, el Museu d'Història de la Física.
El 1943 el rector Concetto Marchesi va convidar públicament els estudiants a rebel·lar-se i lluitar contra el feixisme, acció que l'obligà a fugir a Suïssa. Per les seves activitats en les lluites d'alliberament contra el nazisme i el feixisme italià, la Universitat de Pàdua és l'única a Itàlia en rebre la medalla d'or al valor militar.